# الکساندر وینتون
الکساندر وینتون (انگلیسی: Alexander Winton; ۲۰ ژوئن ۱۸۶۰ – ۲۱ ژوئن ۱۹۳۲) مخترع، راننده خودروی مسابقه‌ای، مهندس، و اهالی کسب‌وکار اهل ایالات متحده آمریکا بود، که در سال ۱۸۹۸ شرکت وینتون موتور را تأسیس کرد.